# جيني كي
جيني كي (بالإنجليزية: Jenny Kee) هي مصممة أزياء أسترالية، ولدت في 24 يناير 1947 في بوندي ‏ في أستراليا.